# Дейвид Уайнленд
 Дейвид Уайнленд (на английски: David Wineland) е американски физик, носител на Нобелова награда за физика за 2012 г.

## Биография
Роден е на 24 февруари 1944 година в Милуоки, Уисконсин, САЩ. През 1965 г. завършва с бакалавърска степен Калифорнийския университет, Бъркли. През 1970 г. получава докторска степен по физика от Харвардския университет с дисертация на тема „Atomic Deuterium Maser“ и с научен ръководител Норман Рамзи. От 1970 до 1975 извършва следдокторска специализация във Вашингтонския университет в Сиатъл, с научен ръководител Ханс Георг Демелт. От 1975 г. работи в Националното бюро за стандарти, по-късно преименувано в Национален институт за стандарти и технология.
Член е на Американското физическо общество (от 1988 г.) и на Националната академия на науките на САЩ (от 1992 г.).
За научните си приноси е награден с наградите „Уилям Ф. Мегърс“ (1990), „Артър Шалоу“ (2001), „Хърбърт Уолтър“ (2009) и други.
През 2012 г. заедно със Серж Арош получава Нобелова награда по физика „за новаторски експериментални методи, които дават възможност за измерване и манипулиране на индивидуални квантови системи“. Двамата учени споделят наградата, защото разработват тези методи независимо един от друг. Преди тяхното откритие е смятано, че не съществуват методи, които могат да измерват и манипулират отделни частици, докато запазват квантовия характер на частиците. Като резултат от откритието им става възможно да се направят първи стъпки в конструирането на квантови компютри.